# لوكاس هوفمان (راكب الكنو)
لوكاس هوفمان (بالألمانية: Lukas Hoffmann)‏ هو راكب الكنو ألماني، ولد في 24 نوفمبر 1984 في مويرس في ألمانيا.